# Helodon aridus
Helodon aridus är en tvåvingeart som först beskrevs av Rubtsov 1971.  Helodon aridus ingår i släktet Helodon och familjen knott.
Artens utbredningsområde är Mongoliet. Inga underarter finns listade i Catalogue of Life.